# Ferenciek tere metróállomás
A Ferenciek tere a budapesti M3-as metróvonal egyik állomása a Kálvin tér és a Deák Ferenc tér között. 1976. december 31-én adták át az M3-as metróvonal első szakaszának részeként.
Az állomás 2020. március 7-e és 2023. január 23-a között felújítás miatt le volt zárva.

## Jellemzői
Az állomás középperonos kialakítású, ötalagutas, 27,7 méterrel van a felszín alatt. Az állomás kijárata a Ferenciek tere alatt lévő aluljáróba torkollik, innen lehet a felszínre jutni. Az felszínről 3 darab mozgólépcső és egy lift vezet a peronszintre.

## Képgaléria

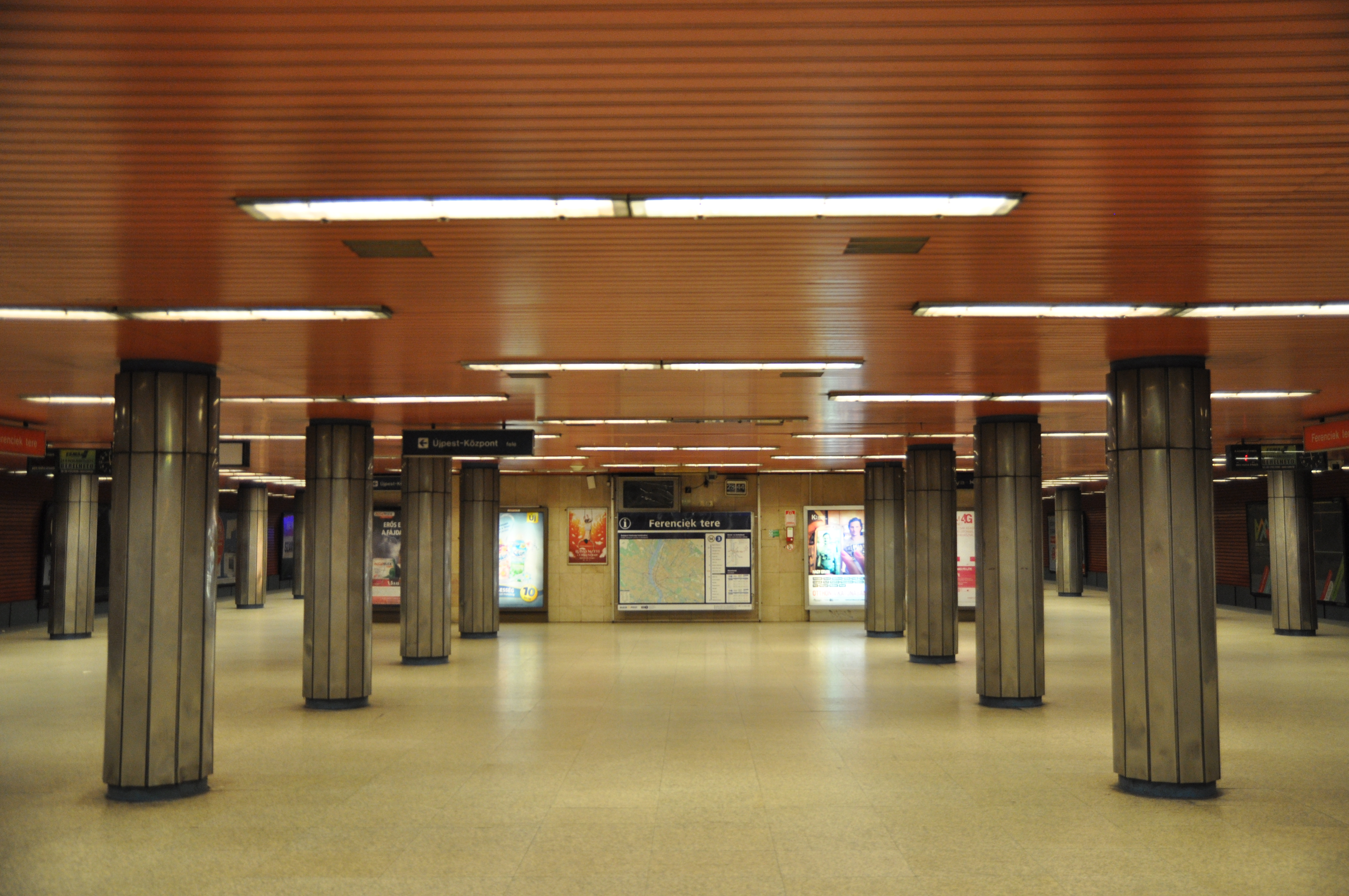
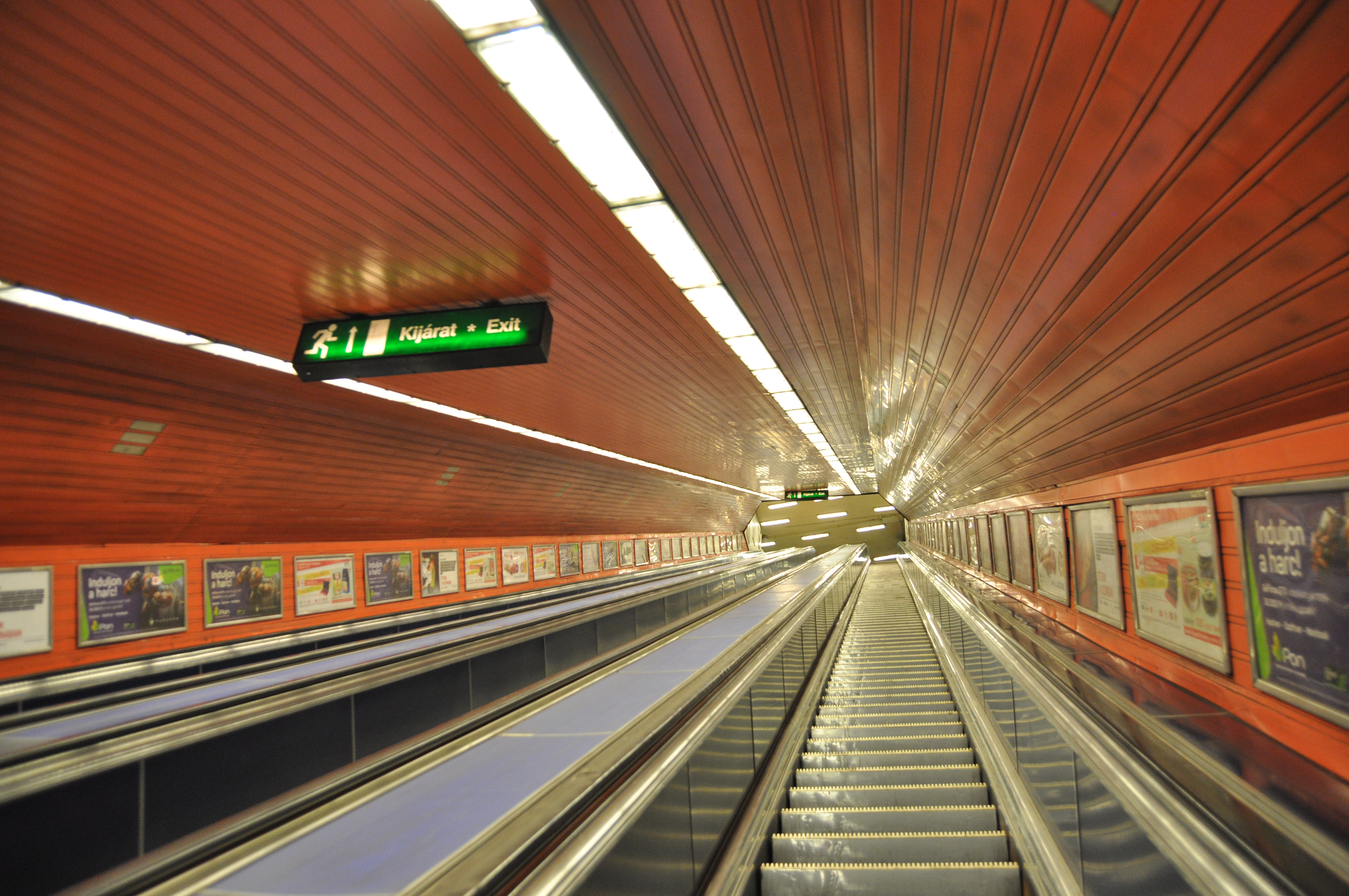
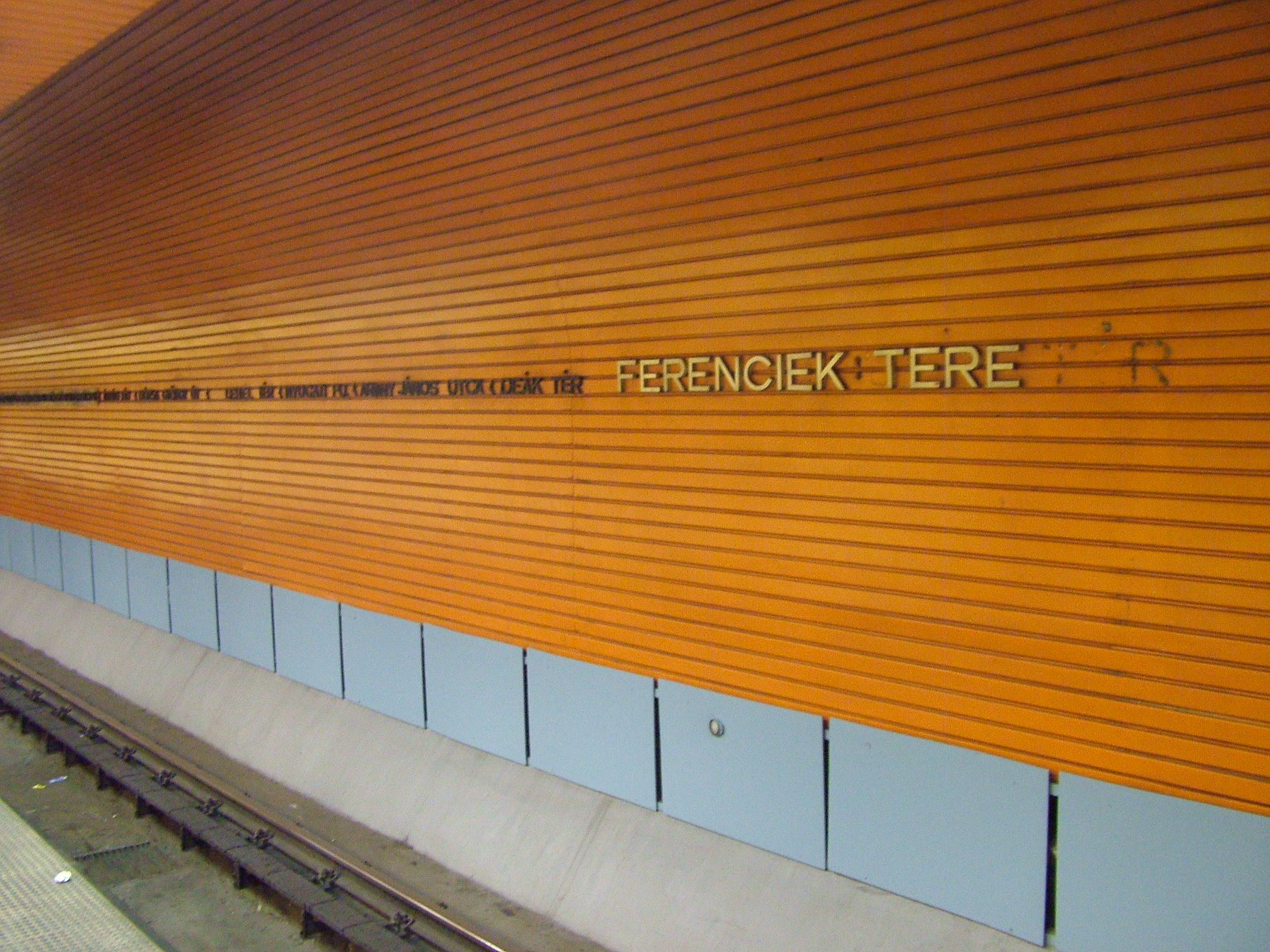
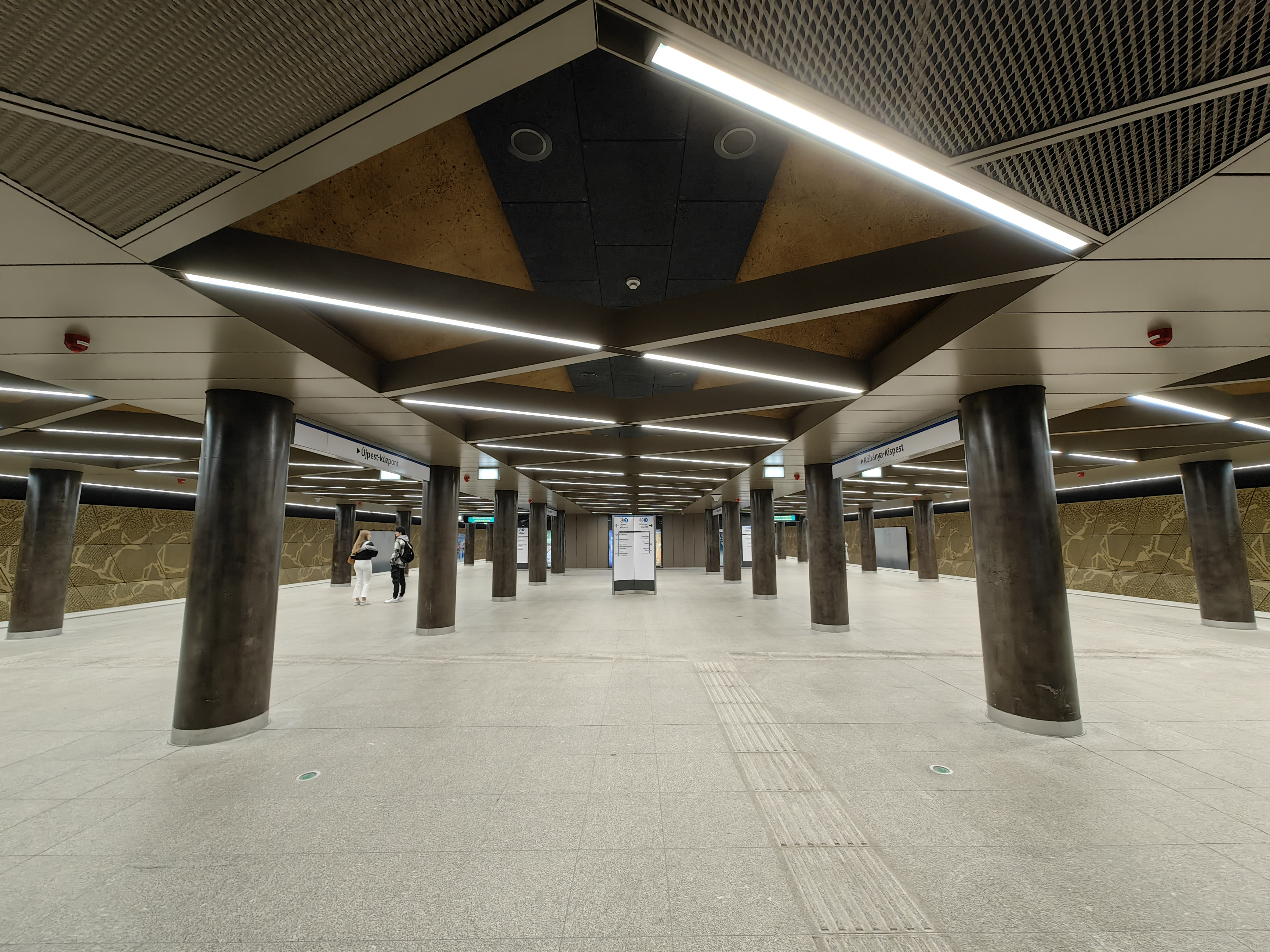
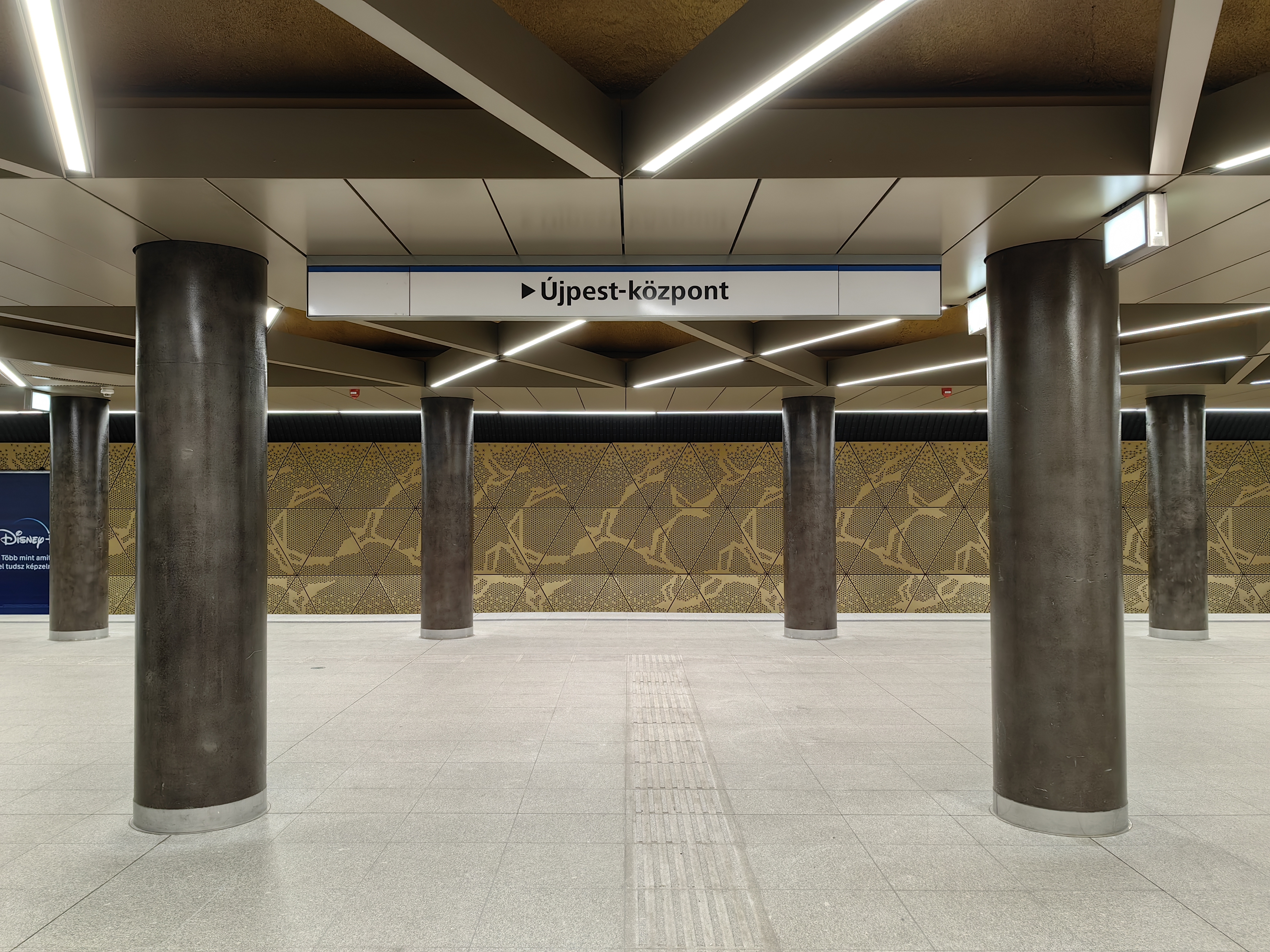
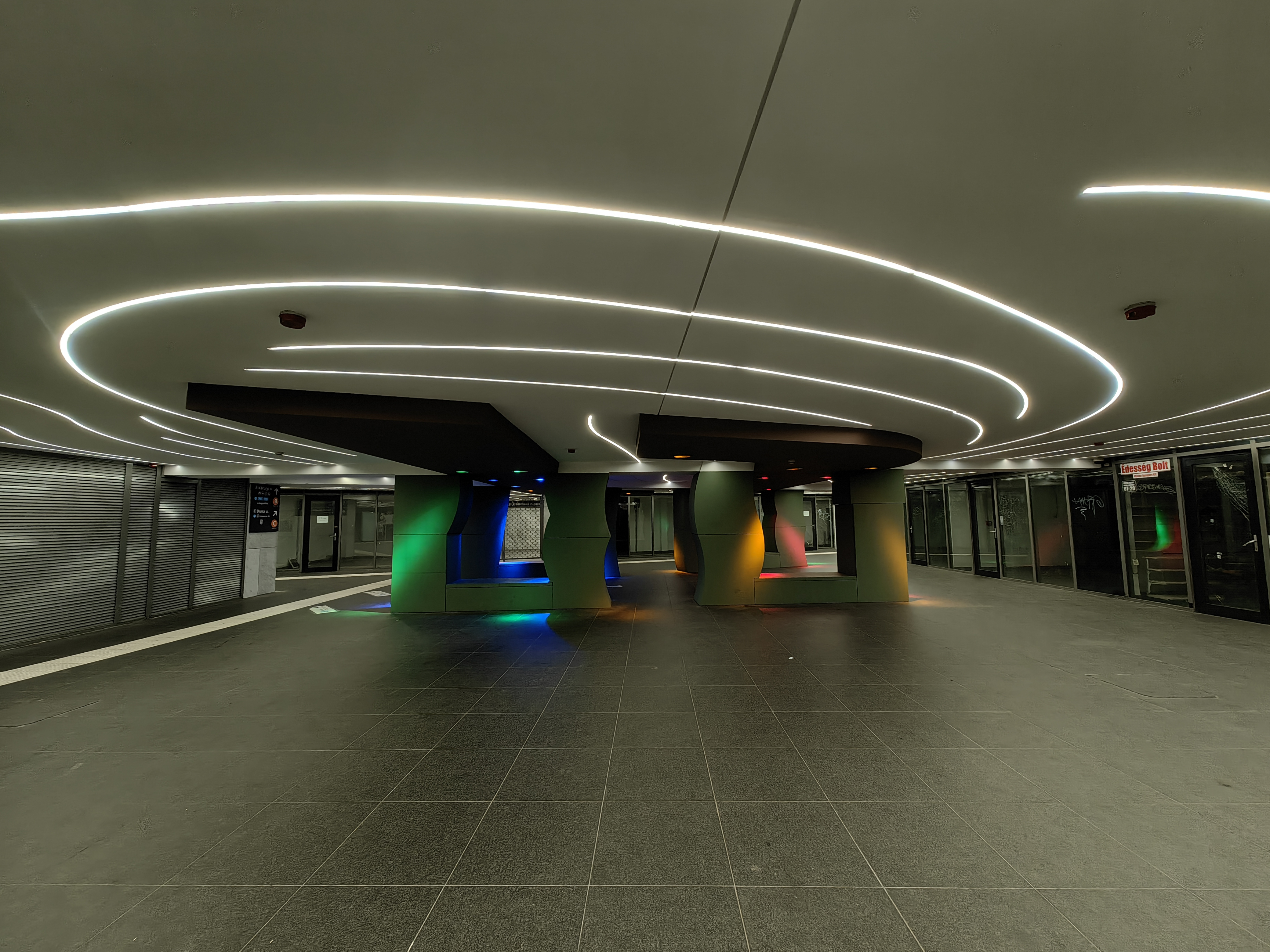

## Átszállási kapcsolatok
| Ferenciek tere | 5, 7, 8E, 15, 107, 108E, 110, 112, 133E | Alcantarai Szent Péter-templom, Klotild paloták, Pesti vármegyeháza, Petőfi Irodalmi Múzeum, Katona József Színház, Egyetemi Könyvtár, Párizsi udvar (Brudern-ház), Csók István Galéria |